# Миомайнш
Миомайнш (порт. Miomães)  —  район (фрегезия) в Португалии,  входит в округ Визеу. Является составной частью муниципалитета  Резенде. По старому административному делению входил в провинцию Дору-Литорал. Входит в экономико-статистический  субрегион Тамега, который входит в Северный регион. Население составляет 391 человек на 2001 год. Занимает площадь 2,77 км².